# Tajni sodelavec
Tájni sodélavec je človek, ki tajno pomaga policiji, jo obvešča ter izvršuje določene naloge. Pogosto je ta oseba iz vrst kriminalcev in je pripravljena za plačilo sodelovati s policijo in pomagati pri zbiranju dokazov, sledi,  informacij ali predmetov, ki pomagajo pri kazenskem postopku, ki sledi aretaciji osumljencev.
Tajni sodelavec je včasih tudi izraz za vohuna.
Izbira tajnega sodelavca je odvisna od primera, ki ga policija preiskuje. Včasih postane tajni sodelavec tudi oseba, ki nima kriminalne preteklosti, a izhaja iz okolja, kjer lahko pride v stik s kriminalnimi združbami. V določenih primerih postane tajni sodelavec tudi policist, ki se pod krinko pridruži kriminalnim združbam.
Največkrat tajnega sodelavca izberejo kriminalisti sami, saj imajo pri svojem delu veliko stikov z znanimi kriminalci, ki jih po potrebi pregovorijo v sodelovanje. Različne države in policije urejajo delo in odnose s tajnimi sodelavci z lastnimi predpisi in navodili, pa tudi s kazensko-procesnimi določili. Točno je namreč določeno, kdaj in kdo sme v policiji angažirati neko osebo za tajnega sodelavca, kdo odobri tako sodelovanje, za katere kriminalne delikte se lahko angažirajo in kateri zakonski pogoji morajo biti izpolnjeni za tak ukrep. Po navadi, ni pa nujno, je delo tajnega sodelavca plačano, sodelavci pa lahko, odvisno od odmevnosti primera ali velike nevarnosti za lastno življenje, dobijo še druge ugodnosti. Vsekakor pa velja, da ni policije brez tajnih sodelavcev in ni velikih uspešnih policijskih akcij brez njih.